# Керизбунар
Керизбунар (или Съединенска река) е река в Североизточна България, област Търговище – община Търговище и Област Разград – община Лозница, ляв приток на река Врана от басейна на Камчия. Дължината ѝ е 24 km.
Река Керизбунар води началото си от Разградските височини, от 462 m н.в., на 400 m североизточно от връх Канарата (землището на село Миладиновци, община Търговище). Протича в югоизточна посока в широка долина като пресича най-южната част на Разградска област (Община Лозница), преминава през язовир „Съединение“ и отново се завръща на територията на Област Търговище. Влива се отляво в река Врана (от басейна на Камчия), на 129 m н.в. между селата Алваново и Пробуда, община Търговище.
Площта на водосборния басейн на реката е 214 km2, което представлява 22,7% от водосборния басейн на река Врана и е най-северната част от водосборния басейн на Камчия.
Реката е с дъждовно-снежно подхранване с максимален отток през месец март, а минимален – септември-октомври.
По течението на реката са разположени 5 села:
- Област Търговище

- Община Търговище – Миладиновци, Бистра, Съединение;

- Област Разград

- Община Лозница – Тръбач, Чудомир.

Водите на реката основно се използват за промишлено водоснабдяване и напояване, като за целта е изграден големия язовир „Съединение“.

## Топографска карта
- Лист от карта K-35-17. Мащаб: 1 : 100 000.
- Лист от карта K-35-18. Мащаб: 1 : 100 000.
- Лист от карта K-35-30. Мащаб: 1 : 100 000.